# Bengt Gustavsson
Bengt Gustavsson (Ringarum, 1928. január 13. –  Norrköping, 2017. február 16.) olimpiai bronzérmes és világbajnoki döntős svéd válogatott labdarúgó, edző.
A svéd válogatott tagjaként részt vett az 1952. évi nyári olimpiai játékokon és az 1958-as világbajnokságon.

## Sikerei, díjai

### Játékosként
IFK Norrköping
- Svéd bajnok (2): 1946–47, 1951–52, 1955–56

Svédország
- Olimpiai bronzérmes (1): 1952
- Világbajnoki döntős (1): 1958

Egyéni
- Az év svéd labdarúgója (1): 1953

### Edzőként
Åtvidabergs
- Svéd kupa (1): 1970